# Wirth Károly
Wirth Károly (Pécs, 1909. február 27. – Budapest, 1944. december 10.) magyar szélsőjobboldali politikus.

## Életrajza
Virth Sándor és Pauksz Mária fiaként született. Hat elemit végzett, majd beállt nyomdásztanoncnak. 1925-ben végzett. 1932-ben költözött Budapestre, ahol hamar a Keresztényszocialista Grafikai Munkások Egyesülete tagja, majd alelnöke lett. 1935. október 12-én Budapesten, a Terézvárosban házasságot kötött a nála három évvel fiatalabb Pokker Margittal.
Fiatal kora óta politizált, leginkább a munkásosztály problémáival foglalkozott. Szociáldemokratának indult, 1938-ban mégis a Hungarista Mozgalomhoz csatlakozott, ahol a munkásszervezés országos vezetője lett. Ekkoriban a Held nyomda gépmestereként dolgozott. A mozgalomból lett Nyilaskeresztes Pártnak is tagja lett, melynek színeiben az 1939-es választásokon a budapesti III. választókerületben országgyűlési képviselői mandátumot nyert.
Képviselőként nem sokáig tevékenykedett, mert 1940 novemberében mandátumát felfüggesztették, majd összeesküvés vádjával letartóztatták. A róla elnevezett „Wirth-féle összeesküvésben” a vád szerint 1940 nyarán társaival azt tervezte, hogy Horthy Miklóst elrabolják és kikényszerítik, hogy a kormányzó az akkor épp börtönben ülő Szálasi Ferencet elengedje, majd kinevezze miniszterelnökké.
A Magyar Királyi Kúria első fokon négy, másodfokon tizenöt évre ítélte. Társai közül hárman kaptak még több, mint tíz évet (köztük Bosnyák Imre, Bosnyák Zoltán unokaöccse), a többiek 4-4 évet. A szegedi csillag börtönben raboskodtak. A nyilas hatalomátvétel után öt nappal, 1944. október 21-én – ahogy minden nyilas – Wirth is kiszabadult a börtönből. Rögtön „rehabilitálták” is, újra tagja lett a (nyilas) parlamentnek és újra megbízták a munkásság szervezésével.
Budapest ostroma során egy bombatámadásban lelte halálát 1944. december 10-én.